# Martin Daubney
Martin Daubney (ur. 22 czerwca 1970 w Gedling) – brytyjski dziennikarz, komentator i polityk, deputowany do Parlamentu Europejskiego IX kadencji.

## Życiorys
Kształcił się w zakresie geografii na University of Manchester. Zawodowo od połowy lat 90. związany z dziennikarstwem, pracował m.in. w magazynie „FHM” i tygodniku „News of the World”. Później przez kilka lat do 2010 był redaktorem naczelnym czasopisma „Loaded”, propagującego subkulturę zwaną „lad culture”. Następnie pracował jako freelancer, został publicystą „The Sunday Times”, a także regularnym komentatorem w programach publicystycznych (m.in. w Sky News).
Był jednym z założycieli Men & Boys Coalition, organizacji działającej na rzecz poprawy sytuacji mężczyzn i chłopców w pewnych sferach życia społecznego (edukacja, ochrona zdrowia psychicznego). Zaangażował się też w działalność edukacyjną przeciwko pornografii. W 2019 związał się z nowo powstałym ugrupowaniem Brexit Party. W wyborach w tym samym roku z listy tej partii uzyskał mandat eurodeputowanego IX kadencji.